# 湯取り卵
湯取り卵（ゆどりたまご）は、卵の調理法のひとつ。「玉締め」、「しめたま」、「よせたま」、「くすだたま」ともいう。

## 調理法
卵に具を混ぜて、湯かだしの中に流しこんで固め、布巾にとって形作り、椀種などにする。